# Заалишвили, Александр Отарович
Александр Отарович Заалишвили (груз. ალექსანდრე ოთარის ძე ზაალიშვილი; 20 октября 1966) — советский, грузинский и российский футболист, нападающий и полузащитник.

## Биография
Начал играть на взрослом уровне в 1983 году в команде «Мерцхали» во второй лиге. В том же году числился в составах «Гурии» и кутаисского «Торпедо», в последнем играл за дублирующий состав в первенстве дублёров высшей лиги.
С 1984 года играл за клубы второй лиги, представлявшие Грузинскую ССР, в том числе «Дилу» (Гори), «Колхети» (Поти), «Мешахте» (Ткибули). Всего сыграл около 130 матчей во второй советской лиге.
После образования независимого чемпионата Грузии выступал за «Алазани» — в 1990 году в первой лиге, затем два сезона — в высшей лиге. На высшем уровне сыграл 37 матчей и забил 14 голов. В сезоне 1992/93 был в составе клуба «Колхети» (Хоби), но команда отказалась от участия после первых туров.
С 1994 года выступал в России за клубы второй и третьей лиг и любительские коллективы.
После окончания игровой карьеры работал администратором клуба «Батайск-2007» (2007—2008). В первой половине 2009 года работал тренером ростовского СКА, где ассистировал Бадри Спандерашвили.